# Syzygium helferi
Syzygium helferi là một loài thực vật có hoa trong Họ Đào kim nương. Loài này được (Duthie) Chantaran. & J.Parn. miêu tả khoa học đầu tiên năm 1993.